# Vi vil ha' et barn
Vi vil ha' et barn er en dansk film fra 1949.
- Manuskript Leck Fischer.
- Instruktion Alice O'Fredericks og Lau Lauritzen jun.

Blandt de medvirkende kan nævnes:
- Jørgen Reenberg
- Maria Garland
- Grethe Thordahl
- Preben Lerdorff Rye
- Jeanne Darville
- Betty Helsengreen
- Else Jarlbak
- Karen Berg
- Ib Schønberg